# آنلوس نیونهایزن
آنلوس نیونهایزن (انگلیسی: Anneloes Nieuwenhuizen؛ زادهٔ ۱۶ اکتبر ۱۹۶۳) بازیکن هاکی روی چمن اهل هلند است.